# José Semedo (ur. 1965)
José Orlando Vinha Rocha Semedo (ur. 5 marca 1965 w Ovarze) – portugalski piłkarz grający na pozycji pomocnika. W swojej karierze rozegrał 21 meczów w reprezentacji Portugalii i strzelił w nich 2 gole.

## Kariera klubowa
Swoją karierę piłkarską Semedo rozpoczął w klubach Esmoriz i CD Feirense. Następnie podjął treningi w FC Porto. W 1984 roku awansował do kadry pierwszej drużyny Porto. 25 listopada 1984 zaliczył debiut w pierwszej lidze portugalskiej w zremisowanym 0:0 domowym meczu ze Sportingiem. Podstawowym zawodnikiem Porto stał się w sezonie 1987/1988. W sezonach 1984/1985, 1985/1986, 1987/1988, 1989/1990, 1991/1992, 1992/1993, 1994/1995 i 1995/1996 wywalczył z Porto osiem tytułów mistrza Portugalii. Wraz z Porto zdobył też cztery Puchary Portugalii w sezonach 1983/1984, 1987/1988, 1990/1991 i 1993/1994 oraz siedem Superpuchary Portugalii w latach 1983, 1984, 1986, 1990, 1991, 1993, 1994. W 1987 roku zdobył z Porto Puchar Europy, jednak nie wystąpił w wygranym 2:1 finale z Bayernem Monachium. W 1987 roku sięgnął też po Puchar Interkontynentalny i Superpuchar Europy. W Porto grał do końca sezonu 1995/1996. Rozegrał w nim 217 meczów i strzelił 27 goli.
Latem 1996 Semedo przeszedł do innego klubu z Porto, SC Salgueiros. W sezonie 1996/1997 nie rozegrał w nim żadnego meczu. Swój debut w Salgueiros zanotował 24 sierpnia 1997 w meczu z Leça FC (0:0). W Salgueiros grał do końca swojej kariery, czyli do zakończenia sezonu 1998/1999.
| Sezon   | Klub          | Kraj       | Rozgrywki     | Mecze | Bramki |
| ------- | ------------- | ---------- | ------------- | ----- | ------ |
| 1983/84 | FC Porto      | Portugalia | Primeira Liga | 0     | 0      |
| 1984/85 | FC Porto      | Portugalia | Primeira Liga | 9     | 3      |
| 1985/86 | FC Porto      | Portugalia | Primeira Liga | 10    | 1      |
| 1986/87 | FC Porto      | Portugalia | Primeira Liga | 7     | 0      |
| 1987/88 | FC Porto      | Portugalia | Primeira Liga | 22    | 6      |
| 1988/89 | FC Porto      | Portugalia | Primeira Liga | 25    | 2      |
| 1989/90 | FC Porto      | Portugalia | Primeira Liga | 33    | 4      |
| 1990/91 | FC Porto      | Portugalia | Primeira Liga | 34    | 4      |
| 1991/92 | FC Porto      | Portugalia | Primeira Liga | 17    | 0      |
| 1992/93 | FC Porto      | Portugalia | Primeira Liga | 30    | 5      |
| 1993/94 | FC Porto      | Portugalia | Primeira Liga | 26    | 2      |
| 1994/95 | FC Porto      | Portugalia | Primeira Liga | 2     | 0      |
| 1995/96 | FC Porto      | Portugalia | Primeira Liga | 1     | 0      |
| 1996/97 | SC Salgueiros | Portugalia | Primeira Liga | 0     | 0      |
| 1997/98 | SC Salgueiros | Portugalia | Primeira Liga | 21    | 1      |
| 1998/99 | SC Salgueiros | Portugalia | Primeira Liga | 10    | 0      |

## Kariera reprezentacyjna
W reprezentacji Portugalii Semedo zadebiutował 25 stycznia 1989 roku w wygranym 2:1 towarzyskim meczu z Grecją, rozegranym w Atenach. W swojej karierze grał w: eliminacjach do MŚ 1990, do Euro 92 i do MŚ 1994. Od 1989 do 1994 roku rozegrał w kadrze narodowej 21 meczów i strzelił 2 gole.
| Mecze i gole w reprezentacji | Mecze i gole w reprezentacji | Mecze i gole w reprezentacji  | Mecze i gole w reprezentacji | Mecze i gole w reprezentacji | Mecze i gole w reprezentacji | Mecze i gole w reprezentacji |
| #                            | Data                         | Stadion                       | Rywal                        | Wynik                        | Gol                          | Rozgrywki                    |
| 1989                         | 1989                         | 1989                          | 1989                         | 1989                         | 1989                         | 1989                         |
| ---------------------------- | ---------------------------- | ----------------------------- | ---------------------------- | ---------------------------- | ---------------------------- | ---------------------------- |
| 1.                           | 25.01.1989                   | Ateny, Grecja                 | Grecja                       | 2:1                          | 0                            | towarzyski                   |
| 2.                           | 15.02.1989                   | Lizbona, Portugalia           | Belgia                       | 1:1                          | 0                            | el. MŚ 1990                  |
| 3.                           | 29.03.1989                   | Lizbona, Portugalia           | Angola                       | 6:0                          | 1                            | towarzyski                   |
| 4.                           | 08.06.1989                   | Rio de Janeiro, Brazylia      | Brazylia                     | 0:4                          | 0                            | towarzyski                   |
| 1990                         |                              |                               |                              |                              |                              |                              |
| 5.                           | 29.08.1990                   | Lizbona, Portugalia           | RFN                          | 1:1                          | 0                            | towarzyski                   |
| 6.                           | 17.10.1990                   | Porto, Portugalia             | Holandia                     | 1:0                          | 0                            | el. ME 1992                  |
| 7.                           | 19.12.1990                   | Maia, Portugalia              | Stany Zjednoczone            | 1:0                          | 0                            | towarzyski                   |
| 1991                         |                              |                               |                              |                              |                              |                              |
| 8.                           | 09.02.1991                   | Ta’ Qali, Malta               | Malta                        | 1:0                          | 0                            | el. ME 1992                  |
| 9.                           | 20.02.1991                   | Porto, Portugalia             | Malta                        | 5:0                          | 0                            | el. ME 1992                  |
| 10.                          | 20.11.1991                   | Lizbona, Portugalia           | Grecja                       | 1:0                          | 0                            | el. ME 1992                  |
| 1992                         |                              |                               |                              |                              |                              |                              |
| 11.                          | 31.05.1992                   | New Heaven, Stany Zjednoczone | Włochy                       | 0:0                          | 0                            | USA Cup 1992                 |
| 12.                          | 03.06.1992                   | Chicago, Stany Zjednoczone    | Stany Zjednoczone            | 0:1                          | 0                            | USA Cup 1992                 |
| 13.                          | 07.06.1992                   | Boston, Stany Zjednoczone     | Irlandia                     | 0:2                          | 0                            | USA Cup 1992                 |
| 14.                          | 14.10.1992                   | Glasgow, Szkocja              | Szkocja                      | 0:0                          | 0                            | el. MŚ 1994                  |
| 1993                         |                              |                               |                              |                              |                              |                              |
| 15.                          | 24.01.1993                   | Ta’ Qali, Malta               | Malta                        | 1:0                          | 0                            | el. MŚ 1994                  |
| 16.                          | 24.02.1993                   | Porto, Portugalia             | Włochy                       | 1:3                          | 0                            | el. MŚ 1994                  |
| 17.                          | 31.03.1993                   | Berno, Szwajcaria             | Szwajcaria                   | 1:1                          | 1                            | el. MŚ 1994                  |
| 18.                          | 28.04.1993                   | Lizbona, Portugalia           | Szkocja                      | 5:0                          | 0                            | el. MŚ 1994                  |
| 19.                          | 19.06.1993                   | Porto, Portugalia             | Malta                        | 4:0                          | 0                            | el. MŚ 1994                  |
| 20.                          | 13.10.1993                   | Porto, Portugalia             | Szwajcaria                   | 1:0                          | 0                            | el. MŚ 1994                  |
| 1994                         |                              |                               |                              |                              |                              |                              |
| 21.                          | 19.01.1994                   | Vigo, Hiszpania               | Hiszpania                    | 2:2                          | 0                            | towarzyski                   |